# Liste der Biografien/Vanh
Liste der Biografien |
Portal Biografien |
Personensuche
# |
A |
B |
C |
D |
E |
F |
G |
H |
I |
J |
K |
L |
M |
N |
O |
P |
Q |
R |
S |
T |
U |
V |
W |
X |
Y |
Z |
?
 
Va |
Vd |
Ve |
Vh |
Vi |
Vj |
Vl |
Vn |
Vo |
Vr |
Vs |
Vt |
Vu |
Vy
 
Vaa |
Vab |
Vac |
Vad |
Vae |
Vaf |
Vag |
Vah |
Vai |
Vaj |
Vak |
Val |
Vam |
Van |
Vap |
Vaq |
Var |
Vas |
Vat |
Vau |
Vav |
Vaw |
Vax |
Vay |
Vaz
 
Van A |
Van B |
Van C |
Van D |
Van E |
Van F |
Van G |
Van H |
Van I |
Van K |
Van L |
Van M |
Van N |
Van O |
Van P |
Van Q |
Van R |
Van S |
Van T |
Van U |
Van V |
Van W |
Van Y |
Van Z

Vana |
Vanb |
Vanc |
Vand |
Vane |
Vang |
Vanh |
Vani |
Vanj |
Vank |
Vanl |
Vanm |
Vann |
Vano |
Vanp |
Vanq |
Vanr |
Vans |
Vant |
Vanu |
Vanv |
Vanw |
Vany |
Vanz
Die Liste der Biografien führt alle Personen auf, die in der deutschsprachigen Wikipedia einen Artikel haben. Dieses ist eine Teilliste mit 34 Einträgen von Personen, deren Namen mit den Buchstaben „Vanh“ beginnt.

## Vanh

### Vanha
- Vanhaecke, Michel (* 1971), belgischer Radrennfahrer
- Vanhaecke, Pol (* 1963), belgischer Mathematiker
- Vanhaerens, Eddy (* 1954), belgischer Radrennfahrer
- Vanhaevermaet, Justine (* 1992), belgische FußballspielerinJustine Vanhaevermaet (* 1992)

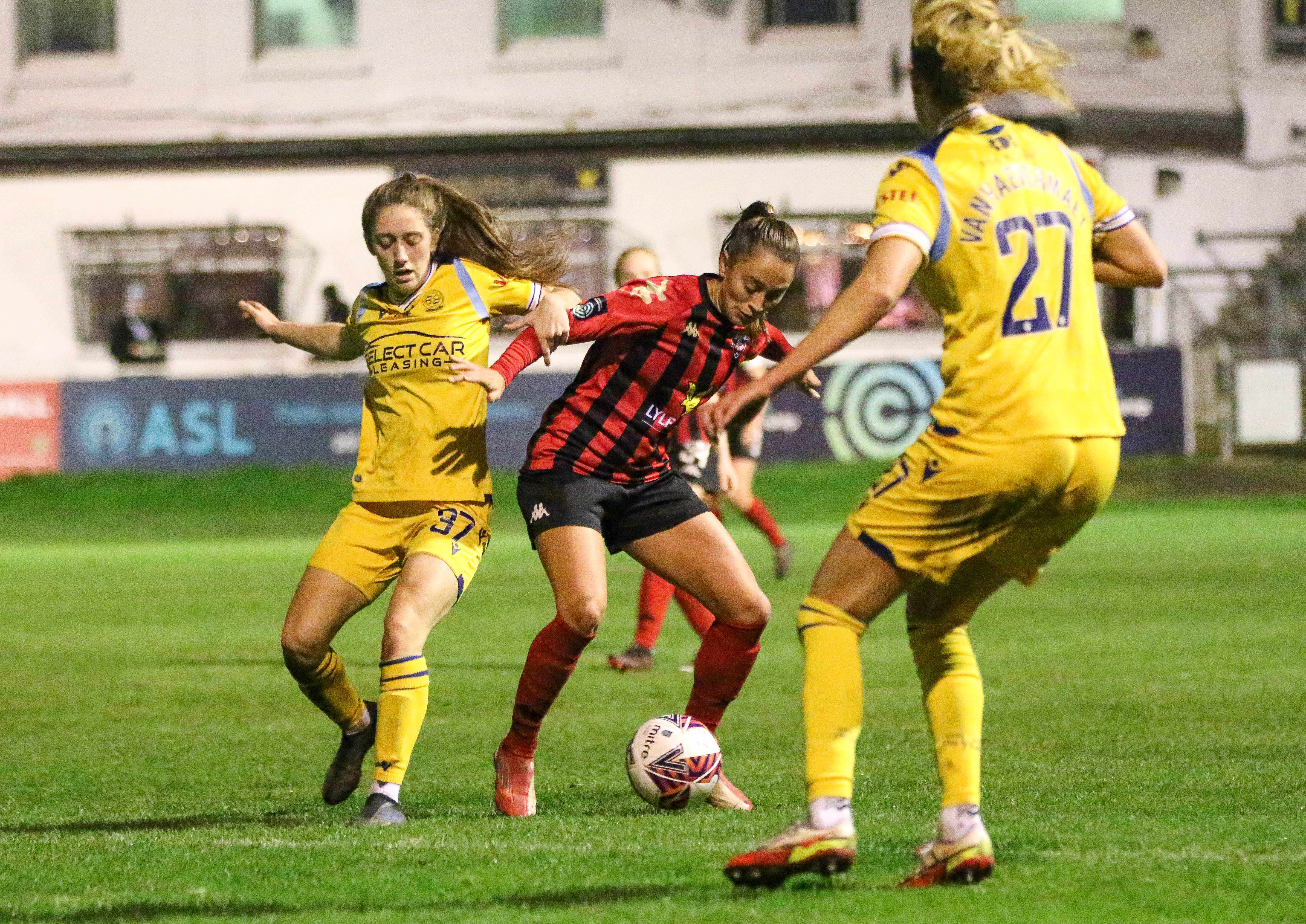
Justine Vanhaevermaet (* 1992)

- Vanhaezebrouck, Hein (* 1964), belgischer Fußballtrainer und Fußballspieler
- Vanhaiden, Hanni (* 1942), deutsche Fernsehansagerin
- Vanhanen, Ella (* 1993), finnische Fußballspielerin
- Vanhanen, Matti (* 1955), finnischer Politiker, Ministerpräsident (2003–2010)
- Vanhanen, Tatu (1929–2015), finnischer Politikwissenschaftler
- Vanhaverbeke, Roger (1930–2011), belgischer Jazzmusiker

### Vanhe
- Vanhecke, Frank (* 1959), rechtsextremer belgischer Politiker, MdEP, Vorsitzender des Vlaams Belang
- VanHeertum, Janna (* 1985), US-amerikanische Schauspielerin und Synchronsprecherin
- Vanheiden, Karl-Heinz (* 1948), deutscher evangelikaler Autor, Prediger und Bibelübersetzer
- Vanhemelrijck, Louis (1938–2017), belgischer Fußballspieler und -trainer
- Vanhengel, Guy (* 1958), belgischer Politiker
- VanHerck, Glen D. (* 1962), US-amerikanischer Offizier, General der US Air Force
- Vanheusden, Zinho (* 1999), belgischer Fußballspieler
- Vanhevel, Jules (1895–1969), belgischer Radrennfahrer

### Vanho
- Vanhoenacker, Marino (* 1976), belgischer TriathletMarino Vanhoenacker (* 1976)

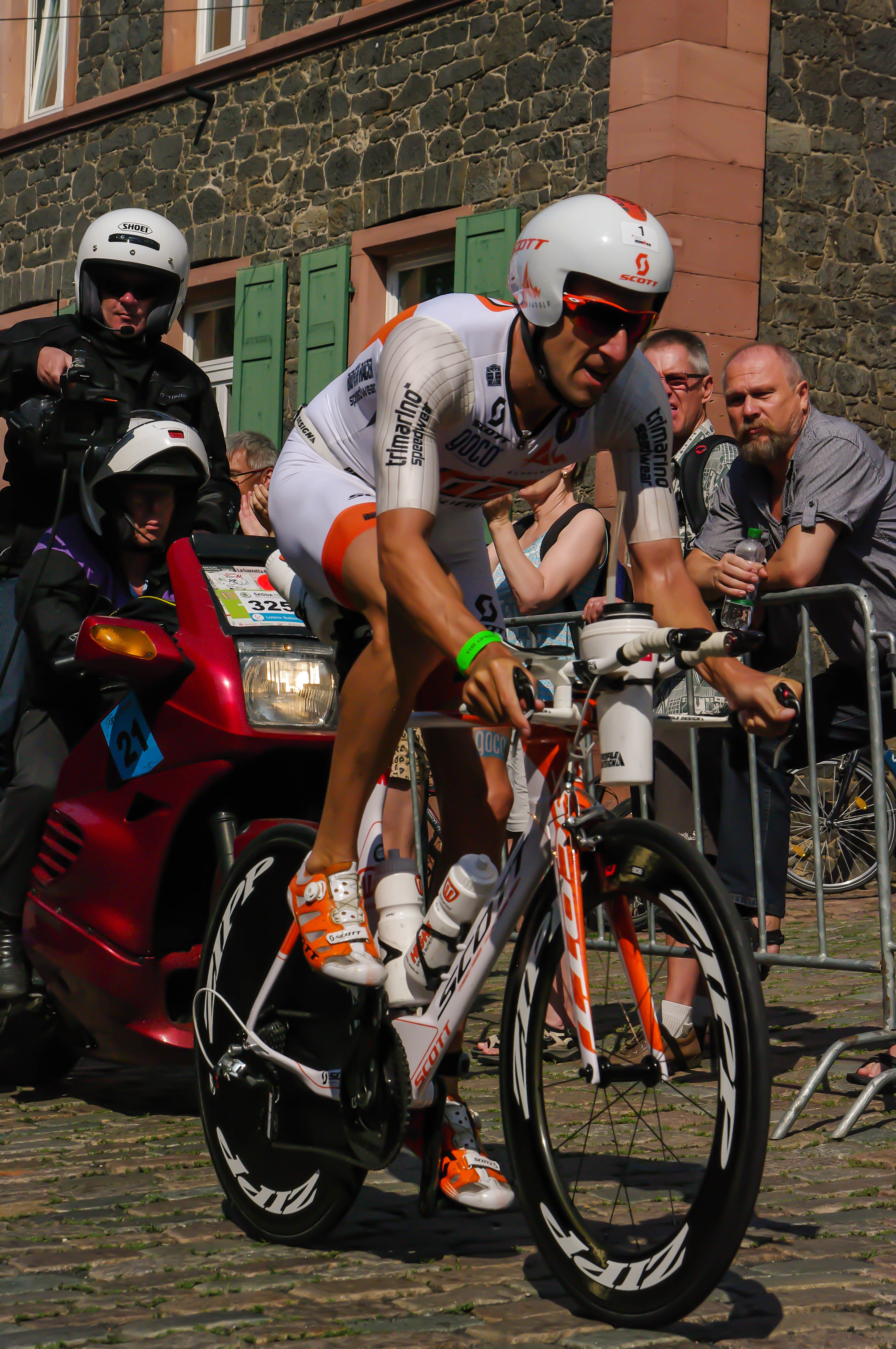
Marino Vanhoenacker (* 1976)

- Vanhöfen, Jörn (* 1961), deutscher Fotograf
- Vanhöffen, Ernst (1858–1918), deutscher Zoologe
- Vanhomrigh, Bartholomew († 1703), niederländisch-irischer Kaufmann und Oberbürgermeister von Dublin
- Vanhoof, Elke (* 1991), belgische Radrennfahrerin
- Vanhoucke, Harm (* 1997), belgischer Radrennfahrer
- Vanhoudt, Tom (* 1972), belgischer Tennisspieler
- Vanhoutte, Chelsea (* 1999), belgische Tennisspielerin
- Vanhoutte, Koenraad (* 1957), belgischer Geistlicher, römisch-katholischer Weihbischof in Mecheln-Brüssel
- Vanhoutte, Marie Léonie (1888–1967), französische Widerstandskämpferin und Geheimagentin
- Vanhoutte, Paul M. (1940–2019), belgischer Physiologe und Pharmakologe
- Vanhove, Caroline (1771–1860), niederländisch-französische Schauspielerin
- Vanhove, Charles Joseph (1739–1803), französischer Schauspieler
- Vanhove, Marith (* 2003), belgische Radsportlerin
- Vanhoye, Albert (1923–2021), französischer römisch-katholischer Ordensgeistlicher, Theologe und Kardinal

### Vanhu
- VanHuizen, Richard (* 1975), kanadischer Beachvolleyballspieler